# Młyn wodny w Dąbrowie Górniczej
Młyn wodny w Dąbrowie Górniczej – młyn wodny zlokalizowany w Dąbrowie Górniczej w dzielnicy Ratanice. Obecnie budynek młynu nie stoi bezpośrednio nad rzeką, jak to miało miejsce w przeszłości. 2 maja 1957 roku budynek został wpisany do rejestru zabytków. Dzisiaj budynek jest w złym stanie technicznym.

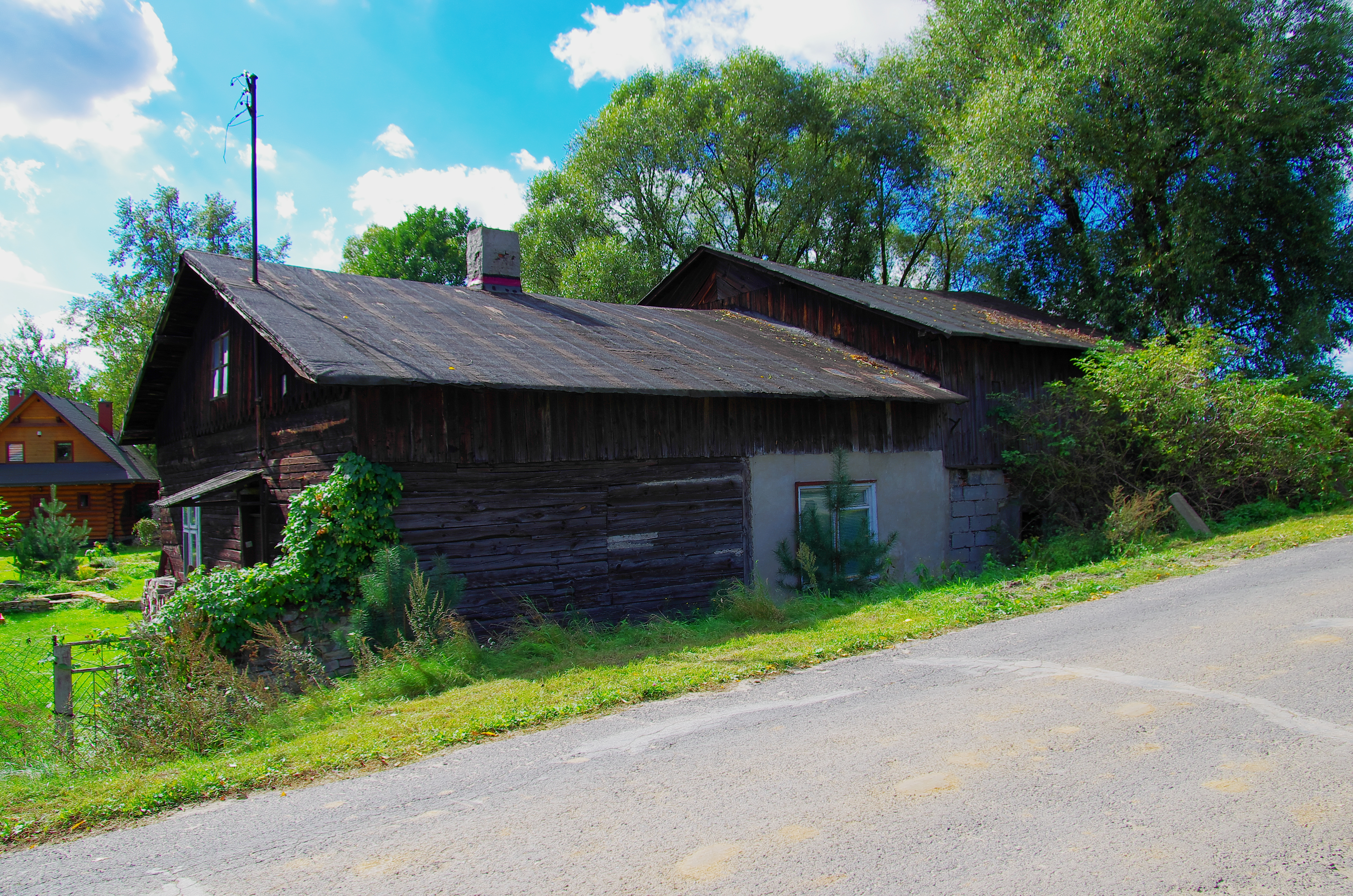
Młyn wodny z XVIII w. w Dąbrowie Górniczej. Widok z ulicy Ratanice.

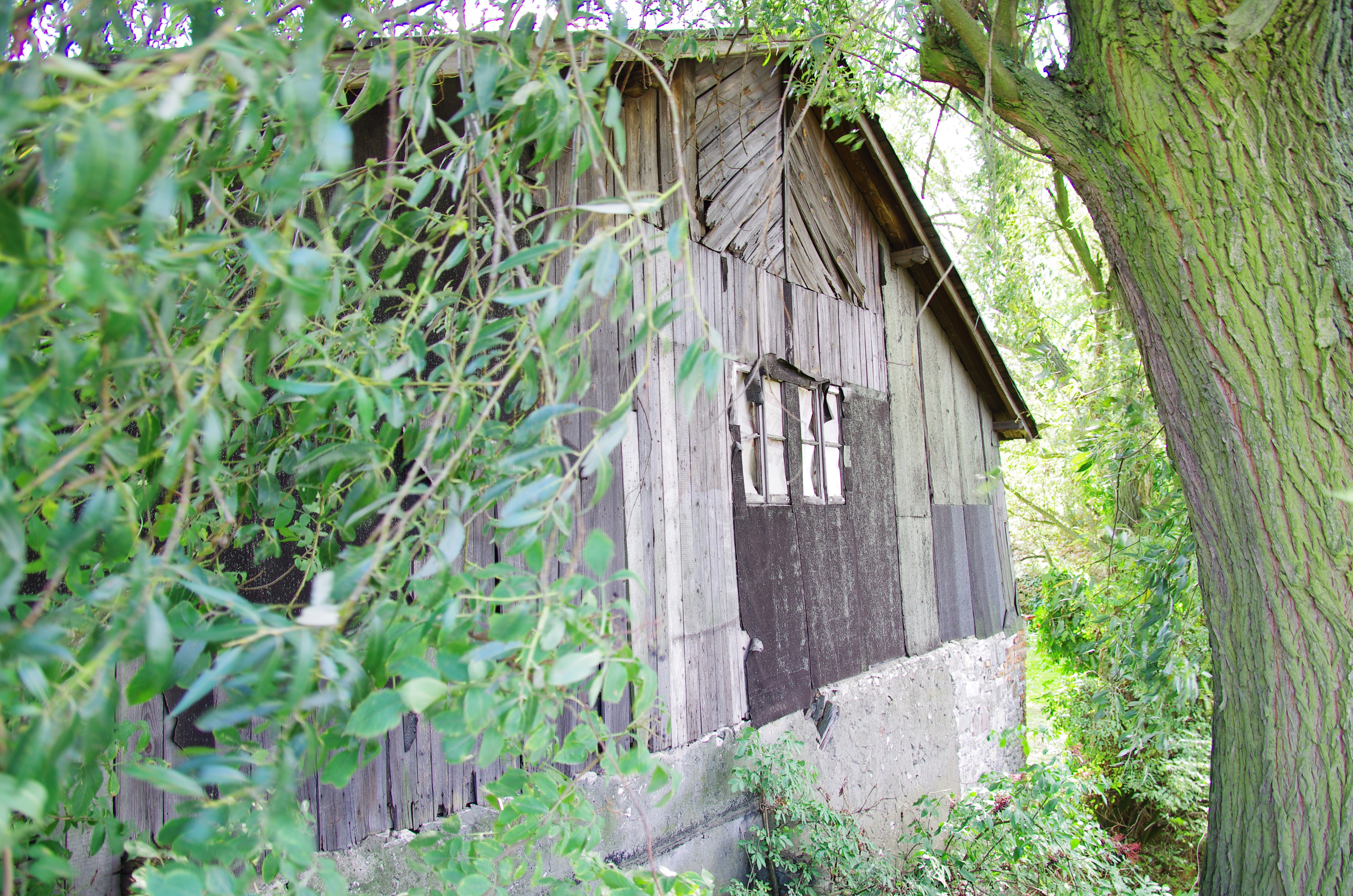
Młyn wodny z XVIII w. w Dąbrowie Górniczej. Zdjęcie pokazuje miejsce, gdzie kiedyś znajdowało się nieistniejące dzisiaj koło napędzające młyn.

## Historia
Budynek powstał w XVIII wieku nad Czarną Przemszą. W okresie przedwojennym właścicielem młynu był człowiek o nazwisku Skotarski. Kolejnym właścicielem był Jan Gołąbek. Młyn znalazł się w jego posiadaniu po II wojnie światowej i do dziś należy do tej rodziny. Młyn był używany do połowy lat 60. XX wieku.